# Lauda Europe
Lauda (officieel Lauda Europe) is een van oorsprong Oostenrijkse luchtvaartmaatschappij, sinds 2018 dochteronderneming van Ryanair. De maatschappij is nu gevestigd in Malta.
De maatschappij is opgericht als Laudamotion GmbH, na de overname van Ryanair werd de naam veranderd in Lauda. Sinds september 2020 heet het bedrijf Lauda Europe Ltd. de hoofdzetel staat nu in Malta en er is nog een klein kantoor in Wenen.
De maatschappij werd in 2004 opgericht als Amira Air, een privécharter, door de Oostenrijkse investeerder Ronny Pecik. De maatschappij kreeg zijn huidige naam bij de overname van Amira Air in 2016 door oud Formule 1 kampioen Niki Lauda.
In 2018 volgde de bijkomende overname van het failliete NIKI, de luchtvaartmaatschappij die Lauda oorspronkelijk had opgericht maar later uit handen heeft gegeven. Laudamotion mikte toen op de Oostenrijkse markt.

## Overname Ryanair
Op 29 augustus 2018 werd bekendgemaakt dat Laudamotion werd overgenomen door Ryanair. Laudamotion bleef in het begin onder eigen naam vliegen, maar de naam werd al snel veranderd naar 'Lauda'. Het boekingssysteem werd ook overgenomen.
In november 2018 werd het nieuwe kleurenschema voorgesteld. Daarmee verdween het oude Air Berlin-kleurenschema. Ryanair kondigde ook een vlootuitbreiding aan, met een geplande grote bestelling van Airbus A320neo toestellen. De onderhandelingen met Airbus over de bestelling liepen stuk, dus de grote bestelling ging niet door.

## Vloot
De vloot van Lauda bestaat sinds mei 2024 uit:
| Type            | In Dienst | Besteld | Passagiers | Opmerking                                                                    |
| --------------- | --------- | ------- | ---------- | ---------------------------------------------------------------------------- |
| Airbus A320-200 | 29        | 0       | 180        | Alle vliegtuigen in de vloot zijn inmiddels omgezet naar 9H-*** registratie. |
| Totaal          | 29        | 0       |            |                                                                              |

## Ryanair Holdings Group
- Ryanair
- Ryanair UK
- Buzz (Ryanair)
- Malta Air
- Lauda Europe